# نهر نوجال

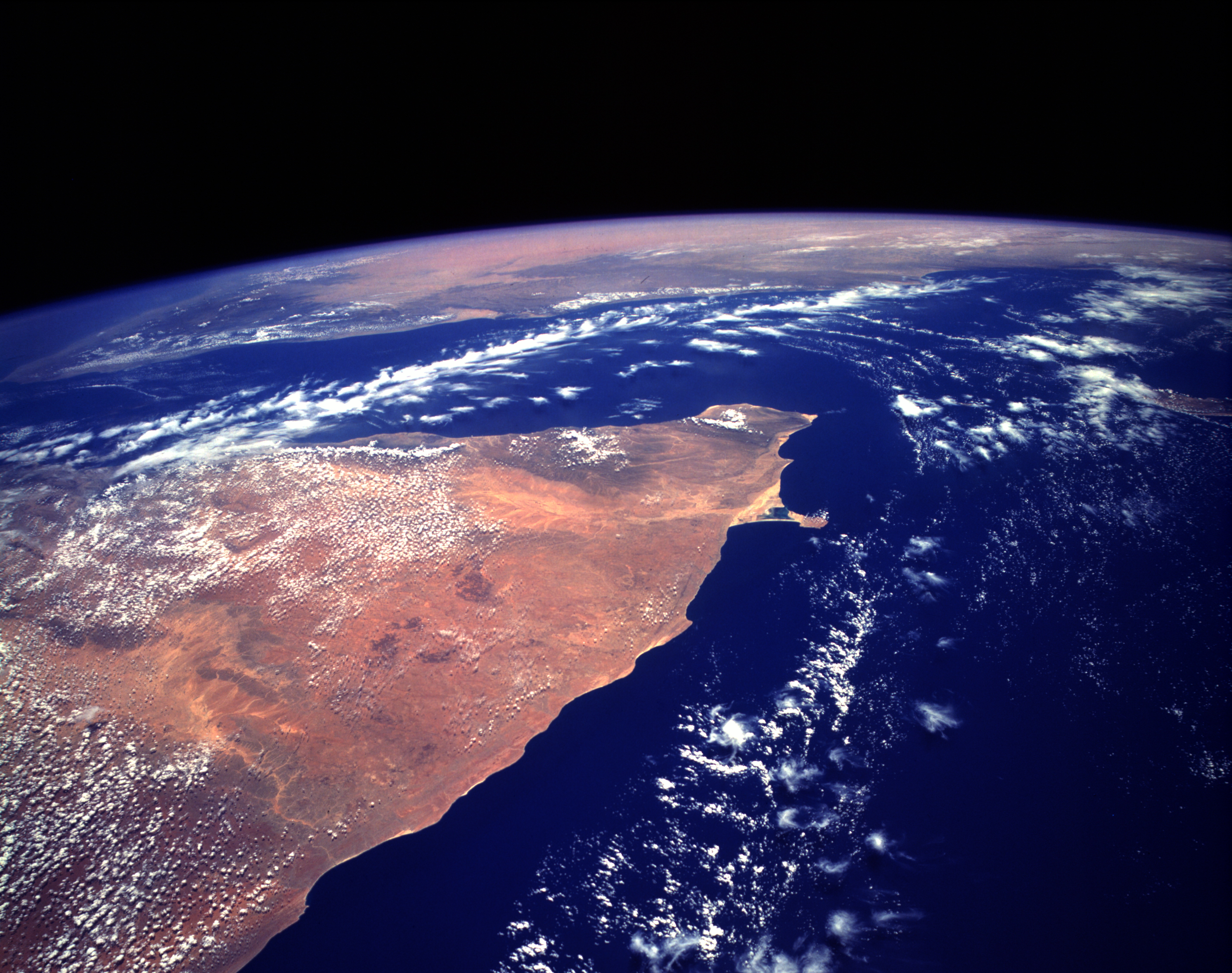
نوجال

نوجال هو نهر موسمي يمتد على طول وادي نوجال، يبدأ على بعد عدة أميال إلى الغرب من محافظة سول، وينتهي عند بلدة إيل حيث يصب في المحيط الهندي، تعرض النهر للجفاف على مر السنين، وناقش العديد من السياسيين الصوماليين إصلاح الأضرار.

## المرادفات
كلمة نوجال تُطلق على ثلاث:
- وادي نوجال الممتد من محافظة سول إلى محافظة نوجال.
- محافظة نوجال التي تضم مدينة جروي العاصمة الإدارية لولاية بونتلاند
- نهر نوجال